# 유가타카리스
유가타카리스(학명: Jugatacaris)는 고생대 캄브리아기 제3절에 나타났다 사라진 이매갑각 절지동물로, 중국 윈난성에 위치하는 청지앙 생물군(Chengjiang biota) 지층에서 발굴되었다.

## 특징

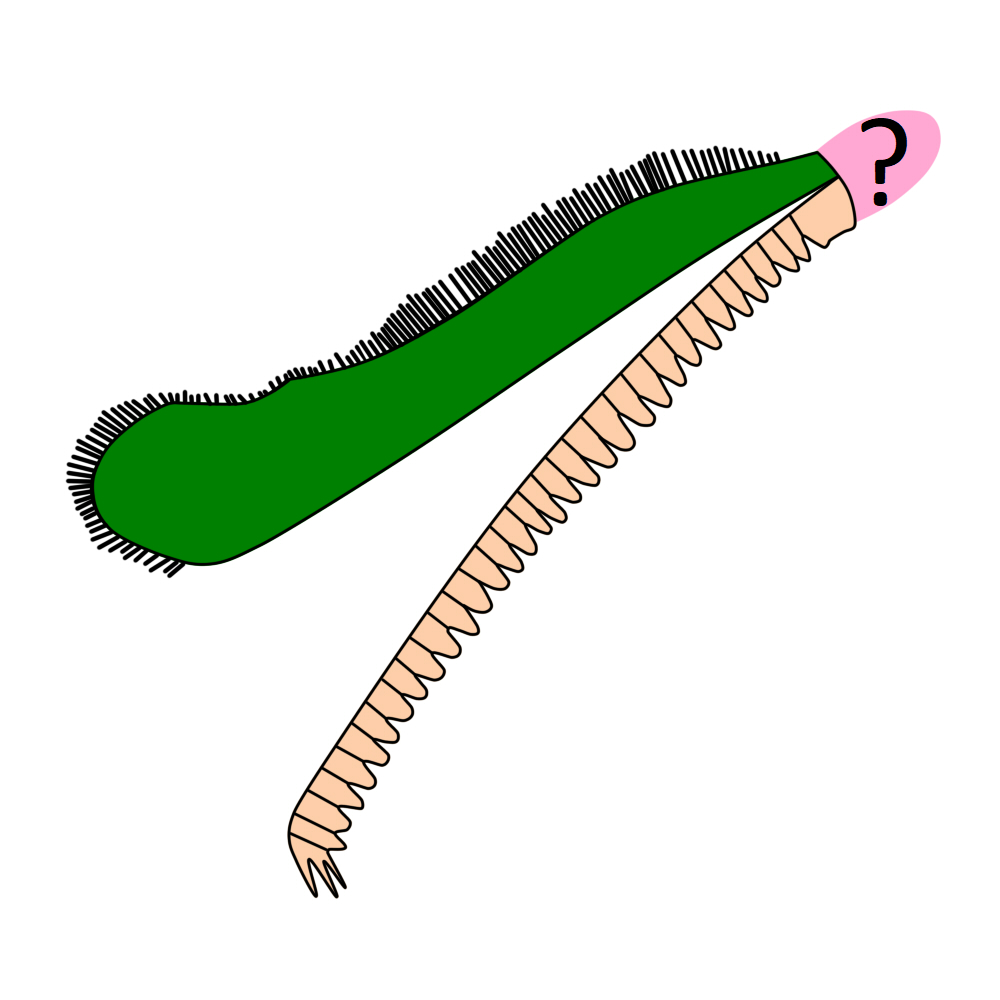
속다리(내지, 살구색)과 겉다리(외지, 녹색)으로 구성된 이분지

갑각의 길이는 28~37mm로, 각정 위로 도드라진 능성부가 있어 껍질을 두 부위로 나누고, 껍질 위로 솟아오른 지느러미 모양의 구조가 있다. 머리는 눈자루 한 쌍이 있고 그 사이로 아령 모양의 속눈(medial eye)이 있다. 턱 한 쌍이 달리며, 더듬이가 한 두 쌍 달린다. 몸통은 최대 65마디이고, 마디마다 이분지가 달린다. 이분지는 30개의 지절로 구성된 속다리가 있는데,  지절마다 가시투성이의 내돌기가 달리고 발 끝에는 발톱이 있다. 다리는 겹쳐진 지느러미 모양의 겉다리이며, 너비보다 최대 8배 길다랗고, 센털이 겉다리의 뒷쪽 모서리를 덮는다. 몸통 끝은 삼지창 모양 꼬리로 끝이 난다.
유카타카리스는 활발히 헤엄치는 여과섭식자였을 것이며, 계속해서 다리들을 퍼덕여 수류 안에 떠다니는 먹이를 걸러서 다리 사이의 U자형 식구(食溝)를 따라 입이 있는 쪽으로 보냈을 것이다.

## 분류
초기에는 갑각류로 분류시켰으나 후속 연구를 통해 수많은 이매갑각을 가진 캄브리아기 절지동물이 속한 히메노카리나목으로 재분류했다.